# Cidre et Dragon

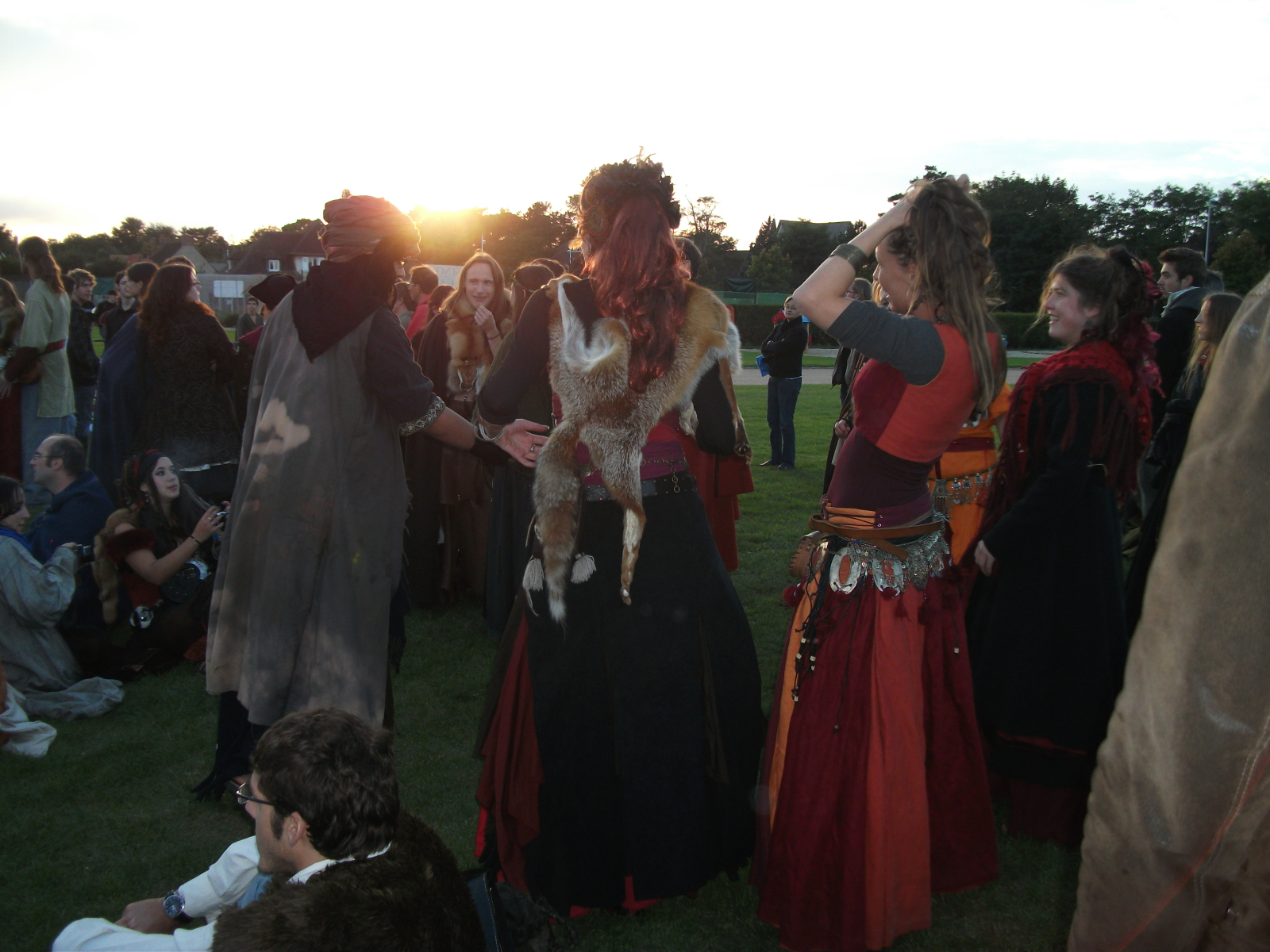
Festivaliers costumés, dansant au concert de Stille Volk, septembre 2010.

Cidre et Dragon est un festival médiéval-fantastique ayant lieu tous les deux ans depuis 2006 à Merville-Franceville-Plage, puis tous les ans depuis 2014 dans le Calvados. Il est organisé par l'association Le Raid Tolkien soutenue par la commune de Merville-Franceville-Plage, la région Normandie et le département du Calvados et accueille plusieurs milliers de visiteurs à chaque édition. Merville-Franceville-Plage et ses habitants se retrouvent à l'ère médiévale le temps d'un week-end au mois de septembre.

## Concept
Créé en 2006, le festival Cidre et Dragon accueille tous ans de nombreux fans de l'univers fantasy, médiéval et steampunk. L'accès est gratuit, seul le concert le samedi soir est payant. Le festival est scénarisé, la trame de fond est la lutte entre deux clans, les Brasiards (rouge) et les Venguins (bleu). Un troisième clan les a rejoints en 2012 : les Brumeux (rétro-futuriste), un quatrième en 2015 : les Sprectraux. En 2024, une cinquième faction est également présente : les Gris.
Depuis 2015, le festival est annuel. Une nouveauté est apparue en septembre 2015 : l'installation d'un camp viking sur la plage pendant tout le festival. En 2016, le festival s'est déroulé exceptionnellement sur trois jours pour les 10 ans (16, 17 et 18 septembre 2016). Mais le contexte sécuritaire a eu pour effet une baisse de la fréquentation pour la première fois en dix ans.
Il a lieu au cours du troisième week-end de septembre et regroupe littérature, arts plastiques, théâtre de rue, marché et campement médiéval, artisanat, reconstitutions historiques, déambulations, défilés de costumes, muséum fantastique, veillée, concerts (payants), jeux de rôle, trollball, tournoi de Quidditch, combats, aventure vivante… ainsi que beaucoup d'activités pour les enfants, etc., et où chacun peut venir costumé. Le festival a pour but « d’ouvrir à un large public les richesses des mondes imaginaires ».

## Éditions
| Édition               | Dates                                       | Nombre de visiteurs                                     | Groupes en concerts                                                  |
| --------------------- | ------------------------------------------- | ------------------------------------------------------- | -------------------------------------------------------------------- |
| 2006                  | 23 et 24 septembre                          | 8 000                                                   | Belyscendre Naheulband                                               |
| 2008                  | 20 et 21 septembre                          | 22 000                                                  | Naheulband Orphaned Land                                             |
| 2010                  | 18 et 19 septembre                          | 40 000                                                  | Omnia Stille Volk                                                    |
| 2012                  | 15 et 16 septembre                          | 40 000                                                  | La Horde Naheulband                                                  |
| 2014                  | 20 et 21 septembre                          | 40 000                                                  | Ouberet Hevisaurus Corvus Corax                                      |
| 2015 (devient annuel) | 19 et 20 septembre                          | 70 000 personnes (30 000 le samedi, 40 000 le dimanche) | Natanaverne Fenrir Van Canto                                         |
| 2016 (3 jours)        | 16, 17 et 18 septembre                      | 50 000                                                  | Naheulband Ouberet Pagan Noz                                         |
| 2017                  | 16 et 17 septembre                          | 45 000                                                  | Haeredium Grailknights Eluveitie                                     |
| 2018                  | 15 et 16 septembre                          | 100 000                                                 | Pagan Noz                                                            |
| 2019                  | 21 et 22 septembre                          |                                                         | C'hag Les Humeurs Cérébrales La Horde les Troubadoors Geeks&Music    |
| 2020                  | Annulé (Coronavirus)                        |                                                         |                                                                      |
| 2021                  | Annulé (conditions sanitaires non propices) |                                                         |                                                                      |
| 2022                  | 17 et 18 septembre                          |                                                         | Pagan Noz (déambulation) Evélina Simon Cesair (en) Sunfire Nataverne |
| 2023                  | 16 et 17 septembre                          | 85-100 000 attendus                                     | Les Troubadoors Marina Lys Blod dyr La Maisnie Hellequin Magoyond    |
| 2024                  | 21 et 22 septembre                          | 60 000 attendus                                         | Les Troubadoors La Maisnie Hellequin Erlendis Cesair Rastaban        |

## Événements et interfestivals
Un petit interfestival a eu lieu le samedi 14 septembre 2013 : la Nuit de la fantasy.
Le festival a fêté en 2016 ses 10 ans. L'association organisatrice, Le Raid Tolkien, a intitulé cette édition Cidre & Dragon… 10 ans déjà !
En 2023, la météo pouvant se dégrader en fin de deuxième journée avec des rafales annoncées jusqu’à 80 à 100 km/h et de possibles fortes averses, pour que les exposants aient le temps de replier leurs stands et que les visiteurs ne se retrouvent pas bousculés, l’arrêt des animations a été programmé à 14 h, et la fermeture du site à 16 h au lieu de 18 h.